# ジェーン・ドウの解剖
『ジェーン・ドウの解剖』（ジェーンドウのかいぼう、The Autopsy of Jane Doe）は、2016年製作のアメリカ合衆国のホラー映画。
ジェーン・ドウとは身元不明女性のこと。
松竹エクストリームセレクションの第一弾作品。

## あらすじ
バージニア州の田舎町で息子のオースティンと共に遺体安置所と火葬場を経営し、検死官もつとめるトミーのもとにある夜、保安官から緊急の検死依頼が入る。一家3人が惨殺された家屋の地下から発見された20歳代とみられる身元不明女性の全裸死体、通称「ジェーン・ドウ」の検死をしてほしいというものであった。
トミーとオースティンは早速検死解剖を始めるが、切り取られた舌、傷つけられた膣内、通常なら見られない執刀時の出血、真っ黒に変色した肺、胃の中の不思議な紋様の布切れ、皮膚の内側の同様の紋様の入れ墨など、遺体に隠された不可思議な事実が次々と判明し、折からの暴風雨で電気が遮断、2人は様々な怪奇現象に襲われる。

## キャスト
※括弧内は日本語吹替
- オースティン・ティルデン - エミール・ハーシュ（川田紳司）
- トミー・ティルデン - ブライアン・コックス（壤晴彦）
- エマ - オフィリア・ラヴィボンド（近藤唯）
- バーク保安官 - マイケル・マケルハットン（清水明彦）
- ジェーン・ドウ - オルウェン・ケリー

## 松竹エクストリームセレクション
日本では「松竹エクストリームセレクション」の第一弾作品として公開された。
松竹エクストリームセレクションの各作品は以下のとおり。
1. ジェーン・ドウの解剖
2. アイム・ノット・シリアルキラー
3. ブラッド・スローン
4. ロキシー
5. レザーフェイス-悪魔のいけにえ
6. リディバイダー
7. マイナス21℃
8. ブッシュウィック-武装都市-